# Paola Paggi
Paola Paggi (ur. 6 grudnia 1976 w Ivrei) – włoska siatkarka, reprezentantka kraju, grająca na pozycji środkowej. 
8 listopada 2002 roku została odznaczona Orderem Zasługi Republiki Włoskiej za złoty medal Mistrzostw Świata.
Od sezonu 2023/2024 będzie trenerem przygotowania mentalnego w klubie Volley Bergamo 1991.

## Sukcesy klubowe
Puchar CEV:
- 2001, 2004, 2009

Superpuchar Włoch:
- 2001, 2004

Liga Mistrzyń:
- 2005, 2007
- 2003, 2006, 2008

Mistrzostwo Włoch:
- 2004, 2005, 2006
- 2009

Puchar Włoch:
- 2006, 2016

## Sukcesy reprezentacyjne
Mistrzostwa Europy:
- 2001
- 1999

Mistrzostwa Świata:
- 2002

Grand Prix:
- 2004
- 2006

## Nagrody indywidualne
- 2009: Najlepsza blokująca turnieju finałowego Pucharu CEV

## Odznaczenia
- : odznaczona Orderem Zasługi Republiki Włoskiej – Kawaler (Rzym, 8 listopada 2002 r.)